# مارك ديلاني
مارك ديلاني (بالإنجليزية: Mark Delaney)‏، من مواليد 13 مايو 1976 في هافرفوردوست في ويلز، لاعب كرة قدم ويلزي.
بدأ مسيرته الكروية مع نادي كارمارثين في عام 1995، ولعب معهم حتى عام 1998، وشارك معهم في 58 مباراة وسجل 3 أهداف، وفي عام 1998 انتقل إلى نادي كارديف سيتي، ولعب معهم 28 مباراة، ومنذ عام 1998 وهو يلعب مع نادي أستون فيلا الإنجليزي.
و قد بدأ باللعب مع منتخب ويلز لكرة القدم في عام 1999.

## مسيرته الكروية
لعب مارك ديلاني خلال مسيرته الاحترافية مع 3 أندية في ثلاثة عشر موسمًا وسجل خلالها 5 أهداف ضمن 242 مباراة. ولم يفز بأي موسم بالكأس أو بالدوري.
خاض مارك ديلاني مسيرته مع Carmarthen Town A.F.C. ‏ في موسم 1995–96 واستمر معه طيلة ثلاثة مواسم، مشاركًا في 58 مباراة سجل خلالها 3 أهداف. ثم انتقل إلى نادي أستون فيلا في موسم 1998–99 ليلعب معه تسعة مواسم، حيث شارك في 156 مباراة سجل خلالها هدفين.

## روابط خارجية
- مارك ديلاني على موقع قاعدة بيانات كرة القدم.إي يو (الإنجليزية)
- مارك ديلاني على موقع ناشيونال فوتبول تيمز (الإنجليزية)
- مارك ديلاني على موقع Soccerbase.com (لاعب) (الإنجليزية)
- مارك ديلاني على موقع عالم كرة القدم.نت (الإنجليزية)
- مارك ديلاني على موقع كووورة